# Prosopidastrum
Prosopidastrum là một chi thực vật có hoa trong họ Đậu.